# Dingo fait de la natation
Pour plus de détails, voir Fiche technique et Distribution.
Dingo fait de la natation (Aquamania) est un court-métrage d'animation de la série des Dingo produit par Walt Disney pour RKO Radio Pictures, sorti le 20 décembre 1961. Ce film été nommé pour un Oscar en 1962, dans la catégorie meilleur court métrage d'animation.

## Synopsis
Dingo joue le rôle d'un père qui vient d'acquérir un bateau et amène son fils à la mer pour le week-end. Il démontre ses capacités à faire du ski nautique. Le fils, impressionné, inscrit son père à une compétition. Ce sera la source de nombreuses mésaventures de la pieuvre aux montagnes russes en ski. Dingo finira par remporter la course.

## Fiche technique
- Titre original : Aquamania
- Autres titres[2] :
  - Allemagne : Der Freizeitkapitän
  - France : Dingo fait de la natation
  - Suède : Freizeitkapitän
- Série : Dingo
- Réalisateur : Wolfgang Reitherman assisté de Dan Alguire[3]
- Scénario : Vance Gerry, Ralph Wright
- Voix[2]: Pinto Colvig (Dingo), Kevin Corcoran (Dingo jr.), John Dehner (narrateur)
- Animateur[2],[3] :  John Lounsbery, Dick N. Lucas, Dan McManus, John Sibley, Art Stevens
- Layout : Dale Barnhart, Basil Davidovich
- Décor[2] : Ralph Hulett
- Effets d'animation : Dan McManus
- Producteur : Walt Disney
- Distributeur : RKO Radio Pictures
- Date de sortie : 20 décembre 1961
- Format d'image : couleur (Technicolor)
- Son : Mono (RCA Photophone)
- Durée[3] : 8 min 29 s
- Musique[2] : Buddy Baker
- Langue : (en)
- Pays de production :  États-Unis

## Voix françaises

### 1erdoublage (1972)
- Jacques Dynam : Dingo (« Mr X »)
- Guy Piérauld : Dingo Junior
- René-Marc : Le commentateur

### 2edoublage (1989)
- Roger Crouzet : le narrateur
- Roger Lumont : Dingo (« Mr X »)
- Gérard Rinaldi : Dingo (« Mr X ») (verson alternative)
- Sophie Arthuys : Dingo Junior
- Michel Beaune : Le commentateur

### 3edoublage (1997)
- Marc Bretonnière : le narrateur / le commentateur
- Gérard Rinaldi : Dingo (« Mr X ») / un conducteur
- Donald Reignoux : Dingo Junior

## Récompenses
- Oscar du meilleur court-métrage d'animation en 1962

## Commentaires
Ce film ne fait pas partie de la série des How to mais s'y apparente et pourrait s'appeler « Comment faire du ski nautique », il a toutefois été traduit en Dingo fait de la natation.